# Payerbach
Payerbach – gmina targowa w Austrii, w kraju związkowym Dolna Austria, w powiecie Neunkirchen. Liczy 2 133 mieszkańców (1 stycznia 2014).